# Choose Your Weapon
Choose Your Weapon (español: Escoge tu arma) es el segundo álbum de estudio del cuarteto australiano de neo soul, Hiatus Kaiyote, publicado en mayo de 2015, de manera independiente a través de la discográfica Flying Buddha. Tras el lanzamiento de su álbum debut Tawk Tomahawk (2012) y su nominación al Grammy, Hiatus Kaiyote inició una gira durante todo el 2014. Las sesiones de grabación del álbum se llevaron a cabo en Australia y en los Estados Unidos. El grupo aspiró a crear un álbum basado en el formato de mixtape, con la inclusión de interludios. Todos los miembros de la banda contribuyeron en la composición de las letras y la producción; mientras que Salaam Remi realizó la función de productor ejecutivo del álbum.
"Choose Your Weapon" es un álbum de neo soul, que se inspira en una amplia variedad de géneros como el jazz, el soul, el R&B, el West African funk, la samba y los ritmos latinos, con letras que tocan temas sobrenaturales, la muerte y la tecnología. Tras su lanzamiento fue aclamado por los críticos musicales, quienes alabaron la producción del álbum y su estructura musical, y fue nombrado uno de los mejores álbumes del año. Comercialmente fue bastante exitoso y debutó en la posición número 22 en la lista de álbumes australianos.

## Grabación
Las sesiones de grabación del álbum se llevaron a cabo en Australia y en los Estados Unidos, en varios estudios incluyendo: Ghost Oak Studios en Isla Mornington, Headshell Hideout, Oakland Studios, Sound Park Studios, Willow Grove Studios todos en Melbourne y Instrument Zoo en Miami. Nai Palm actuó como compositora, vocalista y tecladista, Paul Bender aportó guitarras, teclado y programación, Simon Mavin también aportó teclados, vocoder y percusión junto con Perrin Moss, también a los teclados, batería y percusión. La vocalista Nai Palm, describió el álbum como una "extensión" de su debut, y declaró qué ni ella ni el grupo tuvieron ninguna intención de hacer un trabajo de un solo estilo. Durante la grabación, la banda apostó por el estilo y formato de un mixtape, por lo tanto incorporaron una amplia gama de interludios.
La banda quiso crear una obra atemporal, declarando que; "todo el mundo busca lanzar el próximo sencillo de éxito, nuestra obra es un tributo a escuchar a un álbum de principio a fin, donde hay una narración que te transporta a una gran variedad de paisajes musicales." Las canciones fueron grabadas individualmente y posteriormente se ordenaron incluyendo los interludios. Todas las canciones del álbum fueron escritas por Nai Palm. Los interludios fueron compuestos y producidos en los momentos en los que la banda se juntaba a tocar en una "atmósfera musical". Algunas de las canciones del álbum– como “Fingerprints”– fueron compuestas cuando Palm tenía 16 años y “Jekyll” fue una de las primeras canciones que escribió. “Breathing Underwater” fue compuesta mientras estaban de gira.

## Música y letras
"Choose Your Weapon" consta de dieciocho pistas, con una duración total de setenta minutos. La producción del álbum está caracterizada por su abundancia de "ritmos sintéticos que te licúan el cerebro, cambios de tiempo excitantemente inquietantes" y "poliritmos ágiles". La música del álbum no tiene un género único, sino que fue descrita como una mezcla de una amplia variedad de géneros como el jazz, el soul, el R&B, el West African funk, la samba y los ritmos latinos. Ryan B. Patrick de Exclaim! describió el sonido del álbum como un conjunto de "elementos de finales de los 90s y de neo soul de principios de los 2000s: kick snares, órganos electrónicos y bajo eléctrico."
Andy Kellman de Allmusic describió el álbum como más refinado que su anterior trabajo, habiendo sido construido con "melodías vocales y guitarras que te sorprenden y te hacen cosquillas en los oídos, elementos electrónicos burbujeantes que se mezclan con ásperas guitarras acústicas y tempos distintivos que cambian de manera abrupta y te impresionan." El contenido lírico del álbum toca varios temas, incluyendo la naturaleza, lo sobrenatural, así como aspectos tecnológicos. Otras canciones hablan de sujetos más personales, entre ellas: "By Fire", una canción fúnebre inspirada en parte por la muerte del padre de Palm en un incendio doméstico.

## Recepción crítica
Tras su lanzamiento "Choose Your Weapon" fue aclamado universalmente por los críticos musicales, entre ellos, el portal de críticas Metacritic le otorgó una media de 88 puntos sobre 100, basándose en 6 críticas. All Music alabó la mezcla de estilos del álbum, el cual cubre una amplia variedad de eras; "el bop de los 50s, el MPB de los 60s, el art rock de los 70s, el boogie de los 80s, el neo soul de los 90s hasta el dubstep de los 2000s." HipHopDX remarcó la capacidad del álbum para crear música soul "fresca" desde "ángulos" diferentes, y lo calificó como uno de los mejores álbumes del año.
The A.V. Club elogió la complejidad del álbum y su estructura, declarando que su música se transforma "en direcciones inesperadas justo cuando parecía que se fijaba a un solo estilo." Clash Music alabó la naturaleza "vibrante y desinibida" del álbum, pero consideraba que los interludios eran innecesarios y tan solo constituían "limbos turbios entre las mejores canciones." La crítica de The Guardian exponía que "Escuchar Choose Your Weapon puede fluctuar entre el delirio y la frustración, la delicia y la irritación, a menudo en una misma canción." Exclaim! sencillamente calificó al álbum de "un disco sólido."

## Lista de canciones
Todas las letras escritas por Nai Palm, toda la música compuesta por Nai Palm, Paul Bender, Perrin Moss, Simon Mavin. 
| N.º | Título                                                   | Duración |  |
| 1.  | «Choose Your Weapon»                                     | 1:34     |  |
| 2.  | «Shaolin Monk Motherfunk»                                | 5:51     |  |
| 3.  | «Laputa»                                                 | 2:26     |  |
| 4.  | «Creations Part One»                                     | 0:49     |  |
| 5.  | «Borderline with My Atoms»                               | 6:02     |  |
| 6.  | «Breathing Underwater»                                   | 5:44     |  |
| 7.  | «Cicada»                                                 | 0:38     |  |
| 8.  | «Swamp Thing»                                            | 5:00     |  |
| 9.  | «Fingerprints»                                           | 4:17     |  |
| 10. | «Jekyll»                                                 | 5:33     |  |
| 11. | «Prince Minikid»                                         | 2:50     |  |
| 12. | «Atari»                                                  | 6:09     |  |
| 13. | «By Fire»                                                | 5:04     |  |
| 14. | «Creations Part Two»                                     | 1:01     |  |
| 15. | «The Lung»                                               | 4:54     |  |
| 16. | «Only Time All the Time: Making Friends with Studio Owl» | 1:03     |  |
| 17. | «Molasses»                                               | 4:49     |  |
| 18. | «Building a Ladder»                                      | 5:42     |  |

## Personal
Créditos adaptados desde AllMusic.
Banda
- Hiatus Kaiyote - Arreglista, Compositor, Ingeniero, Artista Primario, Productor
- Paul Bender - Bajo, Miembro del Grupo, Guitarra, Teclados, Programación
- Simon Mavin - Miembro del Grupo, Teclados, Percusión, Vocoder
- Perrin Moss - Bajo, Batería, Miembro del Grupo, Teclados, Percusión
- Nai Palm - Trabajo artístico, Miembro del Grupo, Teclados, Voz

Otro personal Técnico
- Miguel Atwood-Ferguson - Arreglos de Cuerda, Cuerdas
- Phil Binotto - Percusión
- Andrei Eremin - Masterización
- Adam King - Percusión
- Salvador Persico - Percusión
- D. Prosper - A&R
- Salaam Remi - A&R, Productor Ejecutivo

Dirección
- Laura Christoforidis - Diseño de cubierta, Formateo
- Laura Kszan - Desarrollo de Producto
- Laneous "Lame-boy" The Lunchboxer - Trabajo artístico
- Jennifer Liebeskind - Producto - Desarrollo
- Federico Ruiz - Diseño Gráfico
- Roxanne Slimak - Dirección Artística
- Wilk - Fotografía

## Posicionamiento
| Lista (2015)                            | Máxima posición |
| --------------------------------------- | --------------- |
| Lista de álbumes australianos (ARIA)    | 22              |
| Álbumes de artistas australianos (ARIA) | 6               |